# Resolutie 19 Veiligheidsraad Verenigde Naties
Resolutie 19 van de Veiligheidsraad van de Verenigde Naties was de vierde resolutie van de Veiligheidsraad in 1947, diens tweede bestaansjaar. De resolutie werd goedgekeurd met acht tegen geen stemmen met onthouding van Polen, Syrië en de Sovjet-Unie.

## Achtergrond
De Straat van Korfoe scheidt het Griekse eiland Korfoe van het Albanese vasteland.
Op 22 oktober 1946 voeren twee Britse oorlogsschepen er op een zeemijn, met grote schade, 44 doden en 22 gewonden tot gevolg. Groot-Brittannië hield Albanië verantwoordelijk voor dit incident, zich beroepende op het recht van onschuldige doorvaart. Er kon geen vergelijk met Albanië gevonden worden.
Op 10 januari 1947 stuurde Groot-Brittannië een brief over het incident naar secretaris-generaal Trygve Lie. Op 20 januari besloot de Veiligheidsraad om Albanië uit te nodigen zonder stemrecht deel te nemen aan de discussie over de kwestie.

## Inhoud
De Veiligheidsraad besloot een subcomité van drie leden aan te stellen, dat al het beschikbare bewijsmateriaal moest onderzoeken en ten laatste op 10 maart aan de Veiligheidsraad hierover verslag moest uitbrengen. Het comité mocht, indien nodig, meer informatie vragen aan de twee partijen, die werden verzocht met het comité mee te werken. De vertegenwoordigers van het Verenigd Koninkrijk en Albanië moesten het comité om het even waar mogelijk bijstaan.

## Nasleep
Op 27 februari werd beslist dat de drie leden van het subcomité werden:
- Australië
- Colombia
- Polen

Lijst ·  16 ·  17 ·  18 ·  19 ·  20 ·  21 ·  22 ·  23 ·  24 ·  25 ·  26 ·  27 ·  28 ·  29 ·  30 ·  31 ·  32 ·  33 ·  34 ·  35 ·  36 ·  37